# Northern Football Alliance 1891-92
Northern Football Alliance 1891–92 var den anden sæson af den engelske fodboldliga Northern Football Alliance. Ligaen havde deltagelse af ti hold, der spillede en dobbeltturnering alle-mod-alle. Turneringen blev vundet af Shankhouse FC, som dermed vandt ligaen for første gang.
Ligaen havde deltagelse af følgende ti hold. Fem af holdene var gengangere fra den første sæson:
- Elswick Rangers FC
- Gateshead NER FC
- Rendel FC
- Sunderland AFC 'A'
- Whitburn FC

De sidste fem hold spillede sin første sæson i ligaen:
- Mickley FC
- Shankhouse FC
- Southwick FC
- Sunderland Olympic FC
- Willington Athletic FC

Til den følgende sæson blev antallet af hold i ligaen udvidet fra 10 til 12. Som de nye hold valgte ligaen Ashington FC, Blyth FC, Newcastle East End FC 'A' og Seaham Harbour FC, mens Sunderland Olympic FC og Elswick Rangers FC måtte forlade ligaen.